# سجون وتنانين
سجون وتنانين أو دانجنز أند دراغنز (بالإنجليزية: Dungeons & Dragons)‏ لعبة تقمص أدوار على الطاولة. صممها غاري غايغاكس ودايف أرنسون. نشرتها شركة TSR لأول مرة سنة 1974. ثم شركة WotC منذ سنة 1997، فرع لشركة هاسبرو حاليًّا. اشتقت اللعبة من الألعاب الحربية المصغرة. تعد لعبة سجون وتنانين عمومًا بداية الجيل العصري من ألعاب تقمص أدوار وصناعتها. وهي تعتبر أول لعبة أدوار التعاقبية تم بيعها في الأسواق.

## طريقة اللعب
سجون وتنانين لعبة تقمص أدوار منظمة ومفتوحة النهاية. تلعب عادة في المنزل وفي المقاهي والنوادي حيث يجلس اللاعبون حول الطاولة. يتحكم كل لاعب في شخصية واحدة عادةً. أثناء اللعب في مجموعة، تسمى الشخصيات التي تشكل المجموعة «فريق» مغامرات، ولدى كل عضو ميزاته وقدراته التي يساهم بها لنجاح الفريق. أثناء اللعب، يتحكم كل لاعب في تحركات شخصيته وتفاعلات مع بقية الشخصيات. ويكون ذلك بتقمص اللاعبين لأدوار شخصياتهم شفهيَّا، وبذلك يتواصل اللاعبون ويستعملون المهارات الإدراكية مثل المنطق والرياضيات البسيطة والتخيل. تستمر اللعبة لسلسلة من الاجتماعات لإتمام مغامرة واحدة، تليها مغامرات في نفس السلسلة التي تسمى في مجملها «حملة».
يحدد «رئيس السجن» أو «سيد السجن» عواقب خيارات اللاعبين ومسار اللعبة حسب القواعد وتفسيره لها، ينتقي سيد السجن الشخصيات غير القابلة للعب التي سيواجهها فريق اللاعبين ويصفها لهم، كما ينتقي ويصف الظروف التي تحدث فيها المواجهة، ويوضح عواقب خيارات اللاعبين وتحركاتهم أثناء المواجهة. تتخذ المواجهات عادةً شكل قتال ضد الوحوش. تشمل الوحوش في لعبة سجون وتنانين الكائنات المعادية من حيوانات وكائنات مشوهة وكائنات أسطورية. تساعد قواعد اللعبة الواسعة -التي تتعلق بالتفاعلات الاجتماعية، والسحر، والقتال، وتأثير البيئة المعنية على الشخصيات- تساعد سيد السجن على اتخاذ القرارات. ويمكن له عدم تطبيق القواعد المكتوبة أو وضع قواعد جديدة إذا اضطر إلى ذلك.
القواعد الحالية للعبة معظمها مفصل في ثلاث مؤلفات: كتيب اللاعب، ودليل سيد السجن، وكتيب الوحوش.
يتطلب لعب سجون وتنانين وجود كتيبات القواعد، ورقة معلومات الشخصية لكل لاعب، وعدد من أحجار النرد المكعبة وغير المكعبة. يستعمل الكثير من اللاعبين المجسمات المصغرة على خريطة مخططة كدعم بصري لأحداث اللعبة، خاصة أثناء القتال. كما توجد العديد من الملحقات الاختيارية لتطوير مستوى اللعب.

### نظام اللعبة
قبل بداية اللعبة، ينشئ كل لاعب الشخصية التي سيتحكم بها، ويسجل تفاصيل خصائصها في بطاقة معلومات الشخصية. يبدأ اللاعب بتسجيل القيم المختلفة التي تعبر عن قدرات الشخصية وتشمل هذه القدرات القوة، والبنية، والمهارة، والذكاء، والحكمة، والكاريزما. حددت الإصدارات المختلفة للعبة قواعد مختلفة لطريقة ملء قيم القدرات. ثم يختار كل لاعب عرقًا لشخصيته -بشري أو ألفي على سبيل المثال-، وعملًا -مثلًا ساحر أو مقاتل-، وطبيعته الأخلاقية، وبقية الخصائص التي تحدد قدرات الشخصية وخلفيتها، وكثيرًا ما اختلفت طبيعة هذه الخصائص من إصدار لآخر.